# Universidade Técnica de Berlim
A Universidade Técnica de Berlim (TUB, TU Berlin, alemão: Technische Universität Berlin, até 1946 Technische Hochschule Berlin, alemão: Instituto Técnico de Berlim) se encontra no bairro de Charlottenburg em Berlim, Alemanha.  Com mais de 32.000 alunos em 90 programas de estudos , é a terceira maior das quatro universidades em Berlim e é uma das 20 maiores universidades da Alemanha. Foi fundada em 1879 como Königlich Technische Hochschule, (alemão: Instituto Real de Tecnologia) e, assim, é uma das mais antigas universidades da Alemanha. 
O edifício principal foi projetado em 1876/1877 por Richard Lucae e inaugurado em 1884 na Straße des 17. Juni. Localizada nas proximidades do Tiergarten, a TU Berlim é membro da TU9, sociedade formada pelas 9 melhores, mais antigas e prestigiadas universidades alemãs cujo foco é engenharia e tecnologia e é sócia-fundadora do Europäische Institut für Innovation und Technologie (EIT) (alemão: Instituto Europeu da Inovação e da Tecnologia). Seu reitor é, desde 1 de abril de 2014, o físico Christian Thomsen.

## Estudantes conhecidos
- August Borsig, empresário
- Carl Bosch (1874–1940), químico
- Wernher von Braun (1912–1976), físico
- Franz Breisig (1868–1934), matemático
- Wilhelm Cauer (1900-1945), matemático
- James Chadwick (1891-1974), físico
- Carl Dahlhaus (1928-1989), musicólogo
- Fritz Haber (1868–1934), químico
- Gustav Ludwig Hertz (1887–1975), físico
- George de Hevesy (1885–1966), químico
- Wassili Luckhardt (1889–1972), arquiteto
- Erwin Müller (1911–1977), físico
- Ernst Ruska (1906–1988), físico
- Karl Friedrich Schinkel (1781–1841), arquiteto
- Georg Schlesinger (1874–1949)
- Albert Speer (1905-1981), arquiteto
- Hermann W. Vogel (1834–1898), químico
- Eugene Wigner (1902–1995), físico
- Konrad Zuse (1910–1995)
- Helmut Schreyer (1912-1984), engenheiro
- Ludwig Wittgenstein (1889-1951), filósofo